# Kevhoney Scarlett
Pour les articles homonymes, voir Scarlett.
 (mai 2025).
Motif : Peu de sources secondaires centrées
- Archive Wikiwix
- Bing
- Cairn
- DuckDuckGo
- E. Universalis
- Gallica
- Google
- G. Books
- G. News
- G. Scholar
- Persée
- Qwant
- (zh) Baidu
- (ru) Yandex
- (wd) trouver des œuvres sur Wikidata

| 1. | Préciser le motif de la pose du bandeau. | Précisez le motif de la pose du bandeau en utilisant la syntaxe suivante : {{admissibilité à vérifier\|date=août 2025\|motif=remplacez ce texte par le motif}}                         |
| 2. | Informer les utilisateurs concernés.     | Pensez à avertir le créateur de l'article, par exemple, en insérant le code ci-dessous sur sa page de discussion : {{subst:avertissement admissibilité à vérifier\|Kevhoney Scarlett}} |

 (mai 2025).
Kevhoney Scarlett est une actrice, mannequin et autrice française, engagée dans la visibilité et l’inclusion des minorités. Lauréate de plusieurs concours de beauté, elle est devenue en 2024 la première femme française à être couronnée Miss Trans Global (en), marquant un moment historique pour la représentation des femmes queers, noires et personnes transgenres.

## Biographie
Kevhoney Scarlett est née en France, même si elle a vécu dans plusieurs pays dont la Guadeloupe, le Royaume-Uni et les États-Unis. Elle évolue dans le milieu artistique et l’écriture depuis plusieurs années.
Passionnée par les arts, la mode et la valorisation des minorités, elle s’impose progressivement en tant que mannequin, actrice et activiste ; mettant en avant des valeurs d’inclusion et de diversité. Parallèlement, elle est diplômée en droit et en marketing.

## Carrière

### Cinéma et clips musicaux
Kevhoney Scarlett a joué dans plusieurs productions cinématographiques et clips vidéo musicaux, notamment dans No Rules de Thérèse (2023) elle incarne une Reine de beauté. Elle incarne aussi le rôle d'une papesse à la table divine dans Desperta de Lúcia de Carvalho (2022). Par ailleurs, elle joue un rôle dans Sans soutif de Debbie Sparrow (2022).  

### Mannequinat et publicité
Elle a été le visage de plusieurs campagnes de publicité, dont La Shaperie, pour leur 10ᵉ anniversaire, et une campagne de lingerie pour Effeuillantine.  
Kevhoney Scarlett a participé à plusieurs concours de beauté internationaux, affirmant son rôle en tant que figure de représentation et de diversité dans le monde des reines de beauté.  
- 2019 : Elle fait ses débuts en concourant à Miss T France, où elle se hisse à la 2ᵉ place en tant que dauphine[7].
- 2020 : Elle remporte le titre de Miss T Caribbean, un concours célébrant la beauté et la culture caribéenne des femmes transgenres[8].
- 2022 : Elle atteint le Top 11 de Miss T World, un concours international rassemblant des candidates de plusieurs pays.
- 2023 : Elle est couronnée Miss Trans Global France, lui permettant de représenter la France au concours mondial[9].
- 2024 : Elle devient la première Française de l’histoire à remporter un concours de beauté internationale pour femme trans , le Miss Trans Global, un sacre marquant un tournant pour la représentation des femmes en France et dans le monde[10].

Son couronnement à Miss Trans Global 2024 est célébré comme un symbole de diversité, d'inclusion et de progression dans le milieu des concours de beauté internationaux. Grâce à ce titre, elle entend poursuivre son engagement en faveur des droits des personnes trans et de la visibilité des femmes, des personnes en situation de handicap et racisées dans les médias et la société.  

## Engagements
En dehors de ses concours, Kevhoney Scarlett est une alliée et militante féministe ; sur le terrain et sur les réseaux elle défend la cause des minorités dont les femmes dans toute leur diversité. Elle est membre du collectif Les Nanas d’Paname et a été le visage de la Pride des banlieues. Elle a également créé et présenté des programmes comme Libère Ta Parole et Minutes Kulture, en partenariat avec le Centre LGBT Paris-Île de France et la Ville de Paris. Elle a aussi incarné la « Marianne intersectionnelle » , soit la première Marianne noire et queer. De même elle a réuni sous différents projets les différents ambassadeurs de France tel via le projet Miss et Misters ou les Inspiration.s Awards en collaboration avec l’association INSPIRATION.S. Aux côtés du magicien Theolexxy, elle a été à l'initiative de la première édition de la cérémonie des Inspiration.s Awards 2025, organisée par la Ville de Paris en mars 2025, intitulé Visibilisé la diversité, consacrée à la transidentité.

## Hommages et distinctions
- 2e Dauphine de Miss Trans France 2019
- BBB awards 2019
- Miss T Caribbean 2020
- Top 11 de Miss Trans World 2022
- Miss Trans Global France 2023[18]
- Queen Diamond 2023[19]
- Miss Trans Global 2024[6]